# Teatro Virginia
El teatro Virginia fue un antiguo teatro, cine y casino hoy clausurado ubicado en Sotrondio, en el concejo asturiano de San Martín del Rey Aurelio, España. En 2023 fue derribado en casi su totalidad para acoger un nuevo centro de salud.

## Arquitectura e historia
Fue finalizado en 1945 tras varios retrasos, diseñado por el arquitecto Manuel del Busto y su hijo Juan Manuel del Busto. El edificio responde al estilo montañés con elementos art-decó. En su fachada principal destacaba un pórtico saliente, un primer piso con arco central flanqueado por balcones y dos torres rematadas con pináculos. En el interior contaba con 613 localidades repartidos en patio de butacas y anfiteatro. Fue cerrado en la década de los años 1980 y usado como cochera. Su nombre se debe a la madre de los promotores, los hermanos Leandro y Elviro Sopeña. Durante sus años en activo acogió representaciones teatrales, cine, bailes y otros eventos de la localidad.

## Polémica y futuro
En 2009 el ayuntamiento de San Martín del Rey Aurelio aprobó su demolición para construir un centro de salud, con el visto bueno de la comisión de Patrimonio Histórico de Asturias dentro del Plan Especial de Reforma Interior del distrito urbano. Sin embargo se organizó una importante campaña para la protección del edificio por parte de la oposición y los vecinos de Sotrondio. 
En 2013 se acordó la conservación de la fachada del edificio, y su transformación en centro de salud. En los años noventa se propuso su utilización como teatro, idea desechada tras la rehabilitación del Teatro de El Entrego, y más tarde como un centro cultural.
A pesar de que ya se han iniciado los derribos en la zona afectada por el PERI, este fue modificado en marzo de 2016 reiniciando toda la tramitación urbanística correspondiente. Igualmente se ha hecho necesaria una reparación de los aleros del edificio por desprendimientos que corrieron a cargo de la Dirección General de Vivienda. A pesar de la reclamación nueva casa de la cultura, finalmente será convertido en centro de salud y para ello sólo se conservó un pequeño lienzo de su fachada principal.